# Comisión Interamericana de Telecomunicaciones
La Comisión Interamericana de Telecomunicaciones (CITEL) es una entidad de la Organización de Estados Americanos (OEA) que se centra en la promoción del desarrollo de las Telecomunicaciones/Tecnologías de la información y la comunicación (TIC) en las Américas.
En la CITEL participan 35 Estados miembros y más de 200 miembros asociados

## Estructura

### Asamblea de la CITEL
Es el máximo órgano de la CITEL. Sirve de foro para que las más altas autoridades de Telecomunicaciones de los Estados miembros de la CITEL 
compartan ideas y tomen decisiones para el cumplimiento de sus objetivos.

### Comité Directivo Permanente (COM/CITEL)
Es el comité asesor de la CITEL en todo lo relacionado con las telecomunicaciones y las tecnologías de la información y la comunicación (TIC).

### Comité Consultivo Permanente I (CCP.I)
Es el comité asesor de la CITEL en todo lo relacionado con las telecomunicaciones y las tecnologías de la información y la comunicación (TIC).

### Comité Consultivo Permanente II (CCP.II)
Es el comité asesor de la CITEL en todo lo relacionado con las radiocomunicaciones incluyendo radiodifusión.

### Comité de Coordinación
Está conformado por: 
• El Presidente Comité Directivo Permanente (COM/CITEL)
• El Vicepresidente Comité Directivo Permanente (COM/CITEL)
• Los Presidentes de los Comités Consultivos Permanentes (CCP).

### Secretaría de la CITEL
La Secretaría está compuesta por el Secretario Ejecutivo, designado por el Secretario General de la Organización en consulta con los miembros del COM/CITEL, y el personal profesional y administrativo que el Secretario General designe.